# Bitritto
Bitritto é uma comuna italiana da região da Puglia, província de Bari, com cerca de 9.806 habitantes. Estende-se por uma área de 17 km², tendo uma densidade populacional de 577 hab/km². Faz fronteira com Adelfia, Bari, Bitetto, Modugno, Sannicandro di Bari.

## Demografia
| Variação demográfica do município entre 1861 e 2011                               |
|                                                                                   |
| Fonte: Istituto Nazionale di Statistica (ISTAT) - Elaboração gráfica da Wikipedia |